# 호슈치노군

서포모제주 지도에 표시된 호슈치노군의 위치

호슈치노군(폴란드어: powiat choszczeński)은 폴란드 서포모제주에 위치한 군으로 군청 소재지는 호슈치노이며 면적은 1,327.95km2, 인구는 50,066명(2006년 기준), 인구 밀도는 38명/km2이다.
북쪽으로는 드라프스코군, 동쪽으로는 바우치군, 남쪽으로는 루부시주 스트셸체드레즈덴코군, 남서쪽으로는 미실리부시군, 북서쪽으로는 스타르가르트군과 접한다. 6개 지방 자치체(4개 도시형 농촌, 2개 농촌)를 관할한다.

군기
군 문장